# Milan Dimun
Milan Dimun (Košice, 19 settembre 1996) è un calciatore slovacco, centrocampista del DAC Dunajská Streda.

## Carriera

### MFK Košice
Dimun fa il suo debutto in Superliga con il MFK Košice il 18 ottobre 2014, nella partita contro lo FC ViOn Zlaté Moravce.

### Cracovia
Il 10 giugno 2016 firma un contratto di 4 anni con il KS Cracovia.

## Palmarès

### Club

#### Competizioni nazionali
- Coppa di Polonia: 1

KS Cracovia: 2019-2020
- Supercoppa di Polonia: 1

KS Cracovia: 2020